# Padparadscha

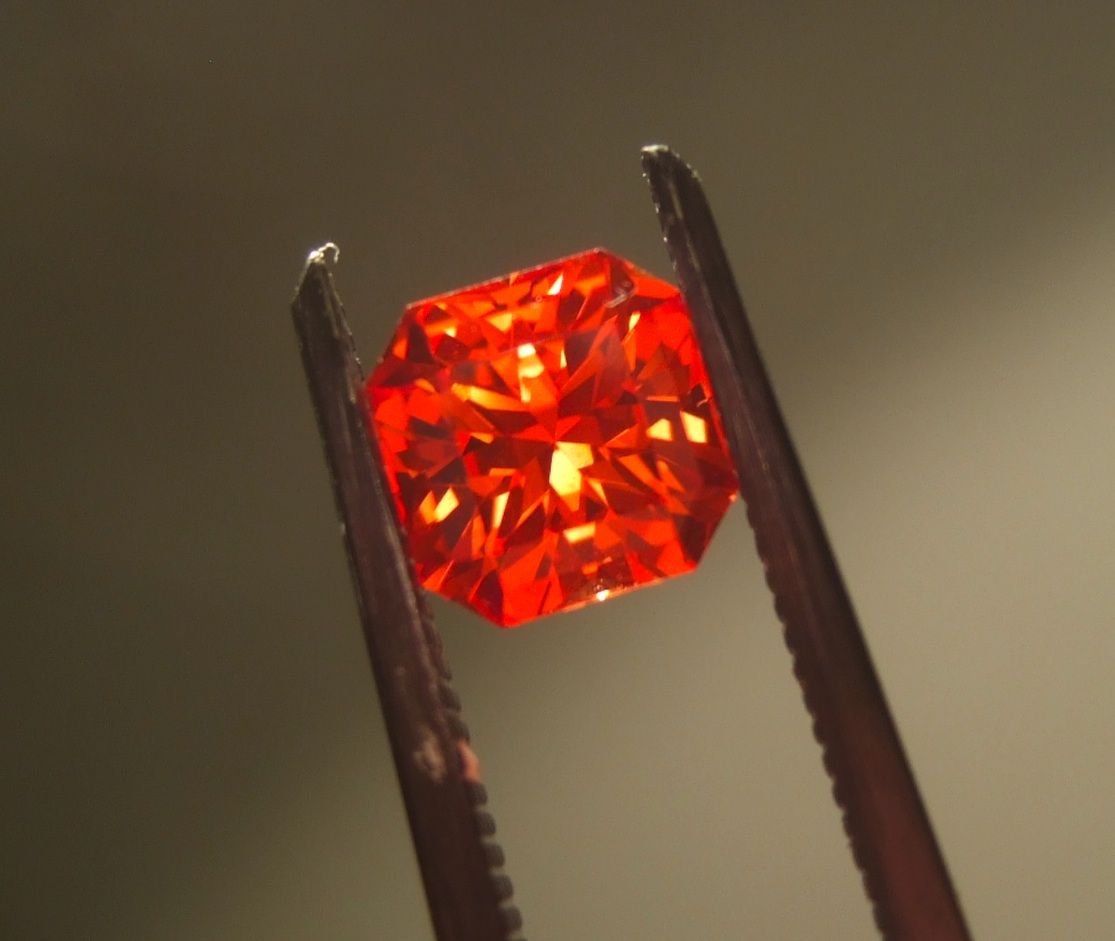
Padparadscha

Zafiro Padparadscha es el nombre que comúnmente o por tradición se utiliza para denominar al zafiro de fantasía de color* sutil rosa-anaranjado, naranja-rosáceo o naranja amarillento, y hace referencia a su color, pero no a los cromóforos.                         El Zafiro Padparadscha no es en realidad una variedad en sí misma de corindón sino que es una variedad de Zafiro,  por lo que el apelativo padparadscha debe ir detrás de la palabra Zafiro, haciendo referencia a la variedad para evitar errores, pues aunque séa común y habitual denominarlo tan solo Padparadscha, la manera más correcta de llamarlo es Zafiro Padparadscha. Pertenece al grupo mineral conocido como corindón, es decir, óxido de aluminio (Al2O3). El nombre proviene del sánscrito "Padma raga" (Padma = loto; raga = color) y alude al color parecido al de la flor de loto al atardecer o al caer la tarde. Dado a su gran belleza, rareza y durabilidad, es una gema muy codiciada y de gran valor gemológico y económico.
El corindón es alocromático, es decir, puede asumir cualquier color dependiendo de los diferentes elementos químicos cromóforos que, sin embargo, no alteran su composición.  Rubíes y zafiros son las dos únicas variedades del corindón con calidad gema, rojo y azul, respectivamente (pero la designación "zafiro" abarca toda la escala cromática excepto el rojo).
El zafiro padparadscha es muy raro en la naturaleza y también se produce sintéticamente.                                    *El criterio de color y sus tonalidades en los zafiros padparadscha, sigue siendo un debate abierto a día de hoy en el ámbito gemológico.
- Datos: Q16585773